# Балабушевич Тетяна Аркадіївна
Тетяна Аркадіївна Балабушевич (21 жовтня 1945, Київ — 10 вересня 2023, Київ) — українська науковиця-історик, кандидат історичних наук, доцент кафедри історії НаУКМА. Дослідниця економічної історії України XVI—XVIII ст., історичної географії, наукової бібліографії історії.

## Біографія
Народилась 21 жовтня 1945 року у Києві.
У 1967 році закінчила історичний факультет Київського державного університету. Протягом 1967-68 років викладала історію в сільській школі на Київщині. У 1968-69 рр. — консультант, редактор часопису «УТОПІК».
У 1972-75 — аспірантка кафедри історії середніх віків історичного факультету Київського державного університету. 1975 року захистила кандидатську дисертацію за темою «Магнатське господарство Львівської землі Речі Посполитої 30-х — першої пол. 70-х рр. XVIII ст.» (наук. кер. — д. і. н. В. О. Маркіна).
Протягом 1972—1975 років працює молодшим науковим співробітником сектора спеціальних історичних дисциплін Інституту історії АН УРСР. З 1993 року стає доцентом кафедри історії НаУКМА, де працювала до своєї загибелі.
Загинула під час пожежі у власній квартирі в Києві 10 вересня 2023 року. Чоловік Тетяни Балабушевич, професор Михайло Кірсенко, зазнав сильного отруєння продуктами горіння та потрапив до реанімації.